# Polistes albellus

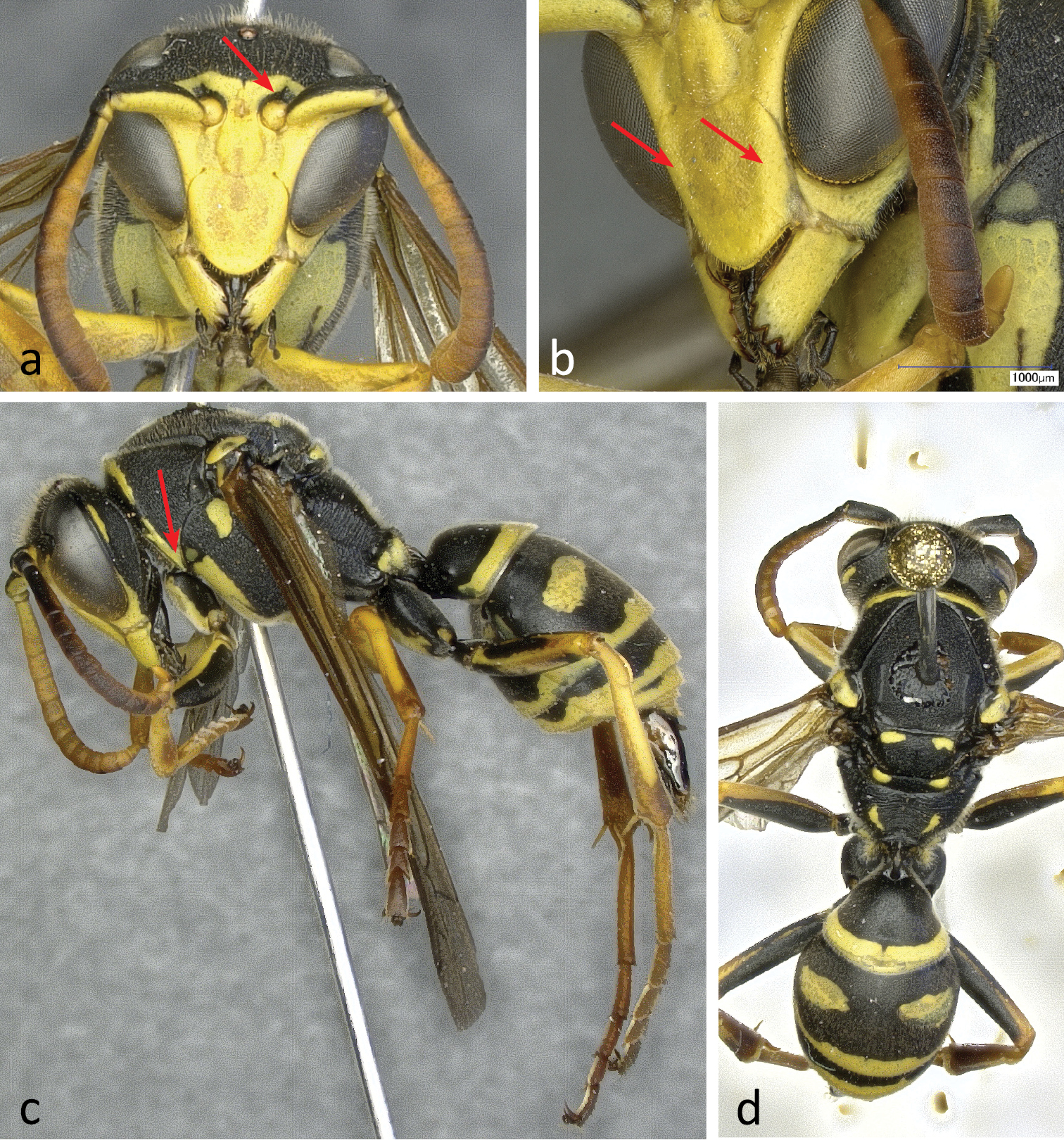
Präparat eines Männchens

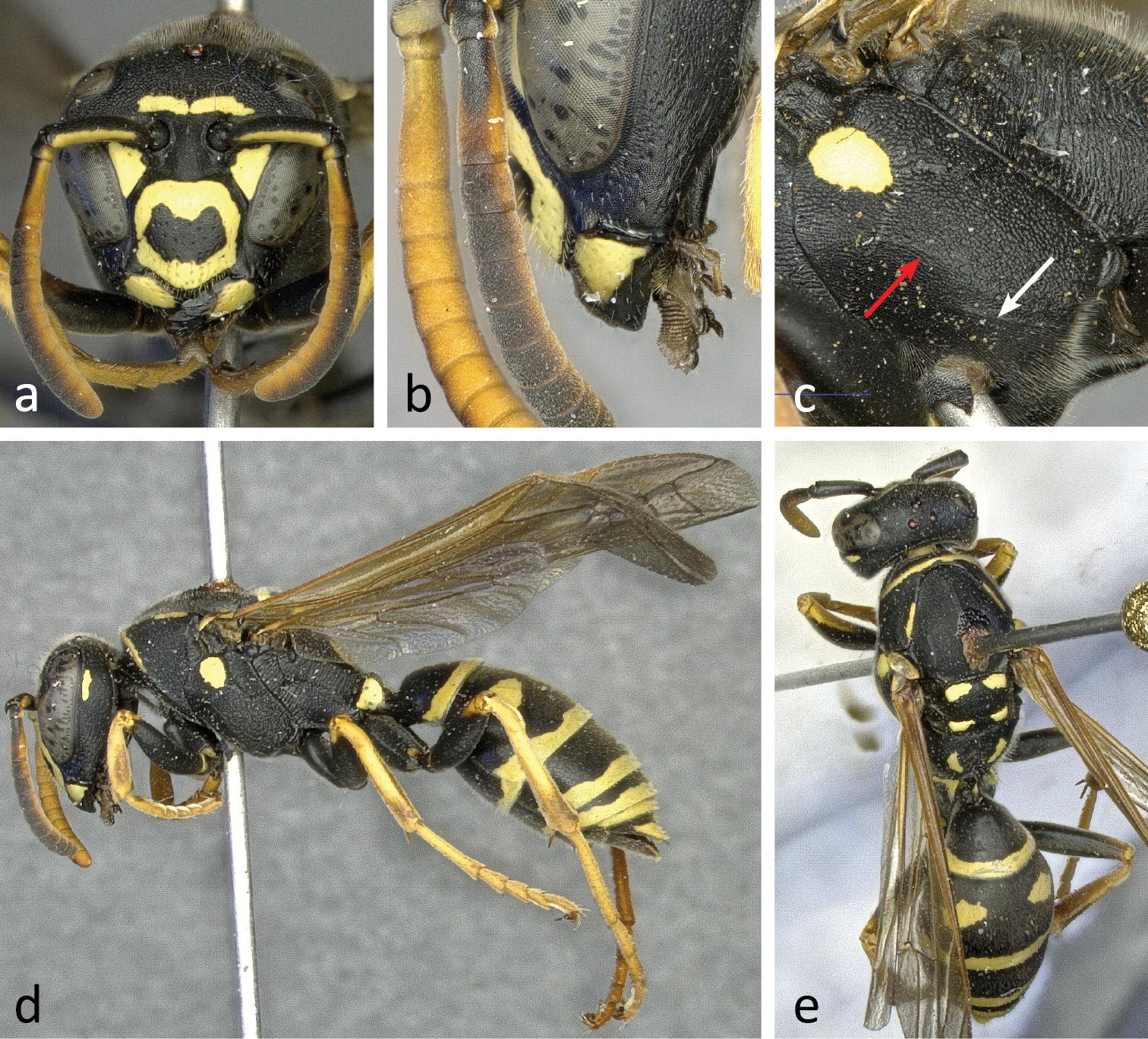
Präparat eines Weibchens

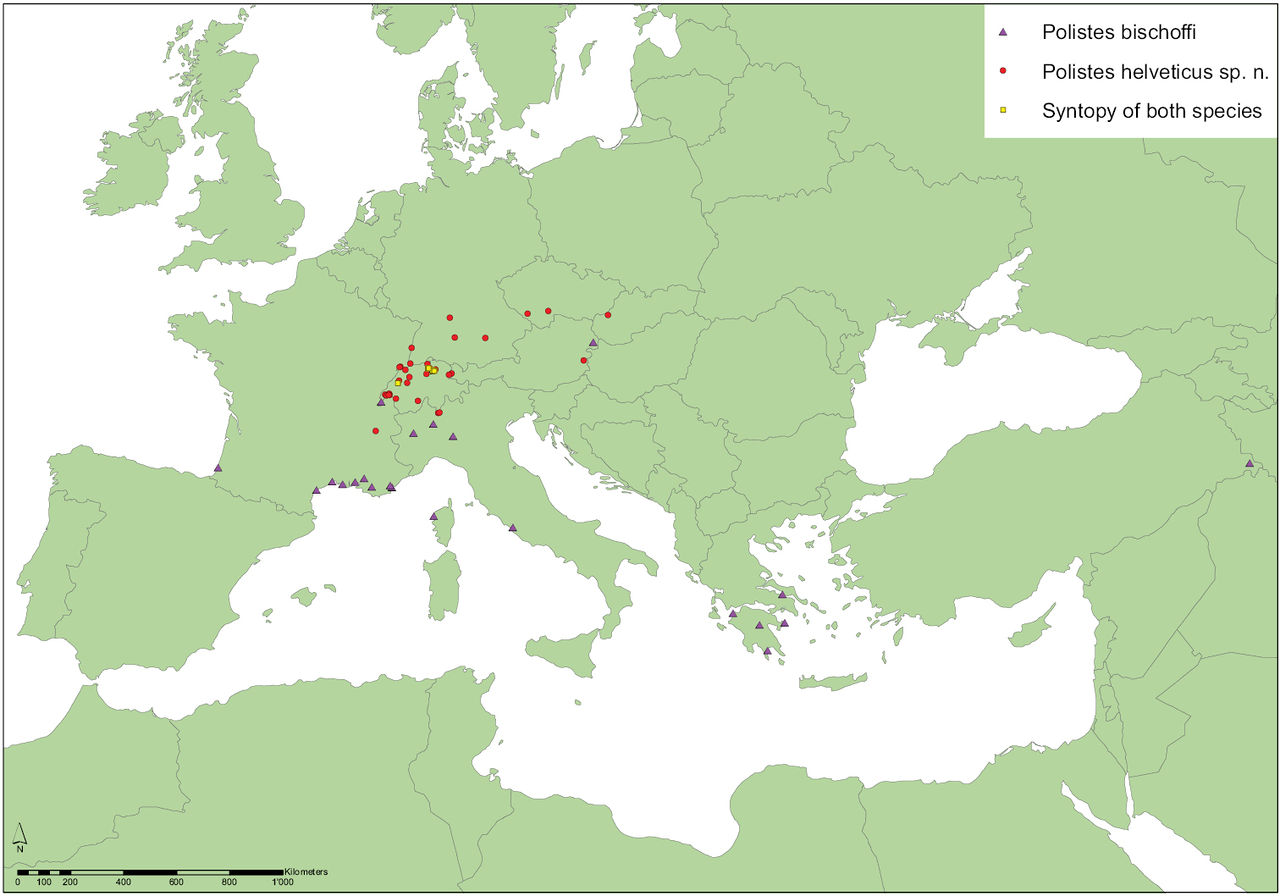
Verbreitungsmuster von P. albellus und P. bischoffi

Polistes albellus ist ein Hautflügler aus der Familie der Faltenwespen (Vespidae) in der Unterfamilie der Feldwespen (Polistinae). Die Art wurde erst 2014 von der Zierlichen Feldwespe (Polistes bischoffi) abgespalten, nachdem man Unterschiede erkannt hatte und Untersuchungen von Körpermerkmalen sowie der mitochondrialen DNA bestätigten, dass es sich um eine eigenständige Art handelt. Die Neubeschreibung dieser Art führte dazu, dass wohl die meisten als Polistes bischoffi bezeichneten Sammlungspräparate, insbesondere in Mitteleuropa, richtigerweise Polistes albellus betreffen. So zeigte sich, dass in der Schweiz etwa 450 Präparate falsch beschriftet und bis zur Erstbeschreibung der neuen Art nur weniger als 10 echte Polistes bischoffi-Präparate in Sammlungen zu finden waren. In Südeuropa ist dieser Umstand entsprechend umgekehrt. Die Art wurde ursprünglich von Rainer Neumeyer und Kollegen als Polistes helveticus neu beschrieben. Später erkannten sie, dass ihre aus der Schweiz beschriebene Art identisch zur bereits 1976 aus Zentralasien (Mongolei) beschriebenen Polistes albellus war, was ihren Namen zum Synonym machte.

## Merkmale
Es handelt sich um eine kleine, im Verhältnis zu den anderen Polistes-Arten dunkel gefärbte Art, bei der das zweite Glied (Pedicellus) und das Flagellum der Fühler bei beiden Geschlechtern auf der Oberseite schwarz sind. Dies unterscheidet die Art von der Zierlichen Feldwespe (Polistes bischoffi), von welcher sie lange Zeit nicht als eigenständige Art unterschieden wurde.
Die Weibchen kann man anhand ihrer zurückgebildeten oder fehlenden Epicnemialnaht am Thorax, dem schwarzen Hypopygium, den ebenso gefärbten Hinterhüften, dem schwarzen Mesoscutum, das nur selten ein Paar feiner gelber Flecken trägt, und dem seitlich in der Regel schwarzen Propodeum, das auf jeder Seite selten je einen gelben Fleck trägt, bestimmen. Die Männchen kann man anhand ihrer Wangen, die von oben betrachtet direkt hinter den Facettenaugen schmaler werden, und dem gelben Epicnemium und Mesosternum bestimmen. Polistes albellus und P. bischoffi sind die einzigen beiden europäischen Polistes-Arten, bei denen die Epicnemialnaht bei den Weibchen häufig fehlt. Da diese beiden Arten auf Grund ihrer unterschiedlichen Färbung (insbesondere der Fühler) gut unterscheidbar sind, ist eine Verwechslung mit anderen Polistes-Arten kaum möglich. Lediglich in seltenen Fällen, in denen bei Weibchen von P. albellus die Epicnemialnaht gut entwickelt ist, können diese mit Weibchen der Berg-Feldwespe (Polistes biglumis) verwechselt werden. In diesem Fall kann man die beiden Arten jedoch gut durch das Verhältnis von Länge des Untergesichts zu seitlichem Ocellenabstand unterscheiden.

### Weibchen
Weibchen haben eine Körperlänge von 9,7 bis 14,1 Millimetern und eine Vorderflügellänge von 8,5 bis 11,2 Millimetern. Die Stirnplatte (Clypeus) ist gelb mit schwarzem Rand und trägt mittig einen großen schwarzen Fleck, der entweder isoliert ist oder häufiger als Querband die Seitenränder der Stirnplatte erreicht. Das Gesicht trägt jeweils auf der Innenseite der Facettenaugen, an diese angrenzend, einen nahezu dreieckigen gelben Fleck. Auf dem oberen Teil der Wangen befindet sich ein kleiner, langgestreckter gelber Fleck. Die Frons trägt ein Paar horizontal verlaufender gelber Streifen, die selten ineinander übergehen.
Am Mesosoma verändert sich die Oberflächenbeschaffenheit von grob am Mesepisternum zu glatt am Epicnemium häufig gleichmäßig. Das Pronotum trägt am Hinterrand ein Paar Längsstreifen, die nicht den Querstreifen am Kragen des Pronotums erreichen. Das Schildchen (Scutellum) und das Metanotum tragen jeweils ein Paar gelber Querstreifen. Das Propodeum trägt am Rücken in der Regel ein Paar halbmondförmiger Flecken. Am Mesopleuron befindet sich ein auf der ansonsten weitgehend schwarzen Pronotumsseite auffälliger gelber Fleck. Das Propodeum ist seitlich gelb. Die Tegulae sind vorne und hinten gelb und haben dazwischen einen eher durchsichtigen Bereich. Die Beine sind gelb und orange; schwarz sind sie nur an den Hüften (Coxen), dem Schenkelring (Trochanter) und großen Teilen der Schenkel (Femora). Insbesondere die gesamte Basis der Schenkel ist schwarz.
Am Metasoma trägt jedes Tergum hinten eine durchgehende gelbe Binde, die aber leicht schwarz eingekerbt ist. Am zweiten Tergum befinden sich außerdem zwei gelbe Flecken, nur selten befinden sich auch am ersten Tergum zwei kleine gelbe Flecken. Am zweiten und dritten Sternum ist die gelbe Binde am Hinterrand für gewöhnlich, wenn auch häufig nur sehr leicht, unterbrochen. Am dritten bis fünften Sternum ist die Binde deutlich unterbrochen und nur als seitliche gelbe Flecken ausgebildet.

### Männchen
Männchen sind 9,6 bis 12,4 Millimeter lang und haben eine Vorderflügellänge von 8,9 bis 9,9 Millimetern. Bei ihnen sind die Mandibeln, der Bereich von deren Basis bis zur Unterseite der Facettenaugen, die Stirnplatte, das Gesicht und der untere Teil der Frons gelb gefärbt. Auf dem oberen Teil der Wange befindet sich ein langgestreckter, gelber Fleck. Der obere Teil der Frons, der Scheitel und der Hinterkopf sind schwarz. Am unteren, gelben Teil der Frons befindet sich am Vorderrand des Torulus ein kleiner, dunkler Bereich, der für gewöhnlich isoliert ist, aber selten den vorderen Teil der Oberseite der Frons erreicht. Die Stirnplatte ist apikal abgerundet und trägt seitlich nahezu keine Rille.
Am Mesosoma ist das Pronotum gelb und trägt einen Querstreifen entlang des Kragens, der gelegentlich nach unten zum spitzen Winkel des Pronotums reicht. Die Beine sind gelb und orange, nur die Oberseite der Hüften, Schenkelringe und Schenkel sind schwarz. Die schwarze Färbung reicht gelegentlich bei den Hinterschenkeln bis zur Unterseite, die gelbe Färbung reicht gelegentlich bis zur Oberseite der Hüften der vorderen und mittleren Beine. Das übrige Mesosoma ist gleich wie bei den Weibchen gefärbt.
Am Metasoma reicht die gelbe Binde hinten am zweiten Tergum seitlich zur Basis nach vorne, ist teilweise aber unterbrochen. Die übrigen Terga sind wie bei den Weibchen gefärbt. Das zweite Sternum trägt bei den meisten Exemplaren zwei gelbe Flecken. Das dritte bis fünfte Sternum trägt hinten eine durchgehende gelbe Binde, am sechsten Sternum ist sie unterbrochen, am Hypopygium fehlt sie.

## Verbreitung und Lebensraum
Polistes albellus ist im Vergleich zu Polistes bischoffi die nördlich vorkommende Art. Ihre Verbreitung erstreckt sich vom Osten Frankreichs und dem Norden Italiens über die Schweiz, Süddeutschland, Liechtenstein und Österreich bis nach Tschechien und der Slowakei. Von den beiden Arten ist lediglich aus der Schweiz ein syntopes Auftreten, also die Besiedelung der gleichen Lebensräume bekannt. Sympatrisch, also im gleichen geographischen Gebiet kommen sie zudem auch in Österreich vor. Abgesehen davon umfasst die nach den aktuellen Erkenntnissen „neue“ Verbreitung von Polistes bischoffi nur Südeuropa bis Westasien.
In der Schweiz ist die Art weit verbreitet und besiedelt in der Regel feuchte Lebensräume wie Überschwemmungsbereiche, Sümpfe, Moore und Gruben mit Kies und Sand. Man hat sie von 200 Metern Seehöhe in Frankreich bis 980 Meter Seehöhe in Muggio (Kanton Tessin, Schweiz) nachgewiesen.
Nach der Synonymisierung von Polistes helveticus mit Polistes albellus wurde klar, dass die Art weiter nach Osten hin verbreitet ist. Sie kommt in einem ganz Eurasien umspannenden Gürtel von Europa über Südrussland (Oblast Orenburg), Kasachstan, die Mongolei bis zur russischen Region Primorje am Pazifik vor. Dabei zeigt sich ein Färbungsgradient: Während Tiere aus Europa kräftige Gelbtöne zeigen, verblassen diese nach Osten hin, bis zu einem Elfenbeinweiß bei den östlichsten Vorkommen.

## Lebensweise
Die Nester werden in der Regel an Schilfrohr, Erlen, Weiden und anderen Pflanzen unterhalb einer Höhe von 40 Zentimetern an vertikalen Stämmen mit Durchmessern von zwei bis drei Zentimetern angelegt. Die dokumentierte Flugzeit für Weibchen reicht von Anfang April in der Schweiz bis Ende November für Deutschland, die Hauptflugzeit ist jedoch im Juli und August. Männchen hat man frühestens am 21. Juli in Deutschland gefunden; der späteste Fund ist vom 1. Oktober in der Schweiz.